# Louesme
Louesme is een gemeente in het Franse departement Côte-d'Or (regio Bourgogne-Franche-Comté) en telt 116 inwoners (2009). De plaats maakt deel uit van het arrondissement Montbard.

## Geografie
De oppervlakte van Louesme bedraagt 20,2 km², de bevolkingsdichtheid is dus 5,7 inwoners per km².
De onderstaande kaart toont de ligging van Louesme met de belangrijkste infrastructuur en aangrenzende gemeenten.

## Demografie
Onderstaande figuur toont het verloop van het inwonertal (bron: INSEE-tellingen).

1. ↑  Populations de référence 2022.